# 第7回参議院議員通常選挙
第7回参議院議員通常選挙（だい7かいさんぎいんぎいんつうじょうせんきょ）は、1965年（昭和40年）7月4日に日本で行われた国会（参議院）議員の選挙である。
この年に東京都議会が解散したことから、以降の巳年は東京都議会議員選挙と同年に行われる（巳年現象）こととなった。

## 概説
佐藤政権発足後初の国政選挙であると同時に前年に結党した公明党が初めて臨んだ国政選挙でもあった。
折も折東京オリンピック終了後の景気後退に山一証券・大井証券への日銀特融更には都議会黒い霧事件など池田前政権のたまった歪みが一挙に表面化した時期でもあり、自民党には厳しい批判が向けられる格好となった。改選前の議席をほぼ確保できたものの、6年前は2人を当選させた東京選挙区で江藤彦武・小林あきらの両候補が次点・次々点に終わる共倒れになってしまい、更に定数1の選挙区でも宮城・岐阜・島根・香川で社会党に敗北するなど伸び悩んだ。

## 選挙データ

### 内閣
- 第1次佐藤内閣（第61代）

### 公示日
- 1965年（昭和40年）6月10日

### 投票日
- 1965年（昭和40年）7月4日

### 改選数
- 127議席（うち2議席は補充のため、任期3年）
  - 地方区：75議席
  - 全国区：52議席（うち2議席は補充のため、任期3年）

### 選挙制度
- 地方区
  - 小選挙区制：改選数25議席
    - 2人区（改選1名、単記投票）：25選挙区

  - 中選挙区制：改選数50議席
    - 4人区（改選2名、単記投票）：15選挙区
    - 6人区（改選3名、単記投票）：4選挙区
    - 8人区（改選4名、単記投票）：2選挙区
- 全国区
  - 大選挙区制：改選数52議席（うち2議席は補充のため、任期3年）

### 有権者数と候補者数
- 秘密投票
- 20歳以上の男女
- 有権者[1]：59,544,407

男性：28,500,099　
女性：31,044,308
- 立候補者[1]：332 　
  - 地方区：233　
  - 全国区：99

## 選挙結果

### 投票率
- 地方区：67.02%（投票者数：39,904,705名）
- 全国区：67.01%（投票者数：39,900,935名）

### 議席数
|              | 地方区     | 地方区 | 地方区 | 全国区     | 全国区 | 全国区 | 議席 合計 |
| 得票         | 比率       | 議席   | 得票   | 比率       | 議席   |        | 議席 合計 |
| ------------ | ---------- | ------ | ------ | ---------- | ------ | ------ | --------- |
| 自由民主党   | 16,651,284 |        | 46     | 17,583,490 | 47.2%  | 25     | 71        |
| 日本社会党   | 12,346,650 |        | 24     | 8,729,655  |        | 12     | 36        |
| 民主社会党   | 2,303,860  |        | 1      | 2,214,375  |        | 2      | 3         |
| 公明党       | 1,910,975  |        | 2      | 5,097,682  |        | 9      | 11        |
| 日本共産党   | 2,608,771  |        | 1      | 1,652,364  |        | 2      | 3         |
| その他の政党 | 185,991    |        | 0      | 298,401    |        | 0      | 0         |
| 無所属       | 1,664,639  |        | 1      | 1,700,849  |        | 2      | 3         |
| 合計         | 37,672,171 |        | 75     | 37,276,816 |        | 52     | 127       |

| 政党／無所属 | 改選 | 非改選 | 合計 |
| ------------ | ---- | ------ | ---- |
| 与党         | 71   | 69     | 140  |
| 自由民主党   | 71   | 69     | 140  |
| 野党他       | 56   | 55     | 111  |
| 日本社会党   | 36   | 37     | 73   |
| 公明党       | 11   | 9      | 20   |
| 民主社会党   | 3    | 4      | 7    |
| 日本共産党   | 3    | 1      | 4    |
| 無所属       | 3    | 4      | 7    |
| 合計         | 127  | 124    | 251  |

### 政党・政治団体
自由民主党
| 総裁     | 副総裁     | 幹事長   | 総務会長   | 政務調査会長 | 国会対策委員長 | 参議院議員会長 |
| -------- | ---------- | -------- | ---------- | ------------ | -------------- | -------------- |
| 佐藤栄作 | 川島正次郎 | 田中角栄 | 前尾繁三郎 | 赤城宗徳     | 中野四郎       | 林屋亀次郎     |

日本社会党
| 中央執行委員長 | 中央執行副委員長 | 書記長   | 政策審議会長 | 国会対策委員長 | 参議院議員会長 |
| -------------- | ---------------- | -------- | ------------ | -------------- | -------------- |
| 佐々木更三     | 河野密 和田博雄  | 成田知巳 | 勝間田清一   | 石橋政嗣       | 羽生三七       |

公明党
| 中央執行委員長 | 書記長 | 政策審議会長 | 国会対策委員長 |
| -------------- | ------ | ------------ | -------------- |
| 辻武寿         | 北条浩 | 小平芳平     | 白木義一郎     |

民主社会党
| 中央執行委員長 | 書記長 | 政策審議会長 | 国会対策委員長 | 参議院議員会長 | 常任顧問 |
| -------------- | ------ | ------------ | -------------- | -------------- | -------- |
| 西尾末広       | 曾禰益 | 今澄勇       | 春日一幸       | 天田勝正       | 片山哲   |

日本共産党
| 議長     | 書記長   | 中央委員 | 中央委員 | 中央委員 | 中央委員 |
| -------- | -------- | -------- | -------- | -------- | -------- |
| 野坂参三 | 宮本顕治 | 岡正芳   | 志賀義雄 | 袴田里見 | 不破哲三 |

## 議員

### この選挙で選挙区当選
自民党   社会党   公明党   共産党   民社党   無所属 
| 北海道     | 北海道     | 北海道     | 北海道   | 青森県     | 岩手県     | 宮城県   | 秋田県     | 山形県     | 福島県     | 福島県   |
| ---------- | ---------- | ---------- | -------- | ---------- | ---------- | -------- | ---------- | ---------- | ---------- | -------- |
| 川村清一   | 井川伊平   | 高橋雄之助 | 竹田現照 | 津島文治   | 谷村貞治   | 戸田菊雄 | 松野孝一   | 伊藤五郎   | 石原幹市郎 | 村田秀三 |
| 茨城県     | 茨城県     | 栃木県     | 栃木県   | 群馬県     | 群馬県     | 埼玉県   | 埼玉県     | 千葉県     | 千葉県     |          |
| 中村喜四郎 | 大森創造   | 船田譲     | 田村賢作 | 大和与一   | 近藤英一郎 | 森勝治   | 土屋義彦   | 小沢久太郎 | 加瀬完     |          |
| 神奈川県   | 神奈川県   | 山梨県     | 東京都   | 東京都     | 東京都     | 東京都   | 新潟県     | 新潟県     | 富山県     |          |
| 岡三郎     | 河野謙三   | 広瀬久忠   | 野坂参三 | 北条浩     | 木村禧八郎 | 市川房枝 | 佐藤芳男   | 武内五郎   | 桜井志郎   |          |
| 石川県     | 福井県     | 長野県     | 長野県   | 岐阜県     | 静岡県     | 静岡県   | 愛知県     | 愛知県     | 愛知県     | 三重県   |
| 任田新治   | 高橋衛     | 羽生三七   | 木内四郎 | 中村波男   | 小林武治   | 松永忠二 | 近藤信一   | 八木一郎   | 青柳秀夫   | 井野碩哉 |
| 滋賀県     | 京都府     | 京都府     | 大阪府   | 大阪府     | 大阪府     | 兵庫県   | 兵庫県     | 兵庫県     | 奈良県     | 和歌山県 |
| 奥村悦造   | 植木光教   | 大橋和孝   | 赤間文三 | 田代富士男 | 亀田得治   | 松沢兼人 | 青田源太郎 | 中沢伊登子 | 大森久司   | 和田鶴一 |
| 鳥取県     | 島根県     | 岡山県     | 岡山県   | 広島県     | 広島県     | 山口県   | 徳島県     | 香川県     | 愛媛県     | 高知県   |
| 宮崎正雄   | 中村英男   | 秋山長造   | 木村睦男 | 藤田正明   | 藤田進     | 吉武恵市 | 三木與吉郎 | 前川旦     | 増原恵吉   | 寺尾豊   |
| 福岡県     | 福岡県     | 福岡県     | 佐賀県   | 長崎県     | 熊本県     | 熊本県   | 大分県     | 宮崎県     | 鹿児島県   | 鹿児島県 |
| 剱木亨弘   | 柳田桃太郎 | 小野明     | 鍋島直紹 | 田浦直蔵   | 森中守義   | 沢田一精 | 村上春蔵   | 温水三郎   | 西郷吉之助 | 谷口慶吉 |

- 繰上当選

| 達田龍彦 |

田浦直蔵（1965年8月17日）の死去に伴う

### この選挙で全国区当選
自由民主党   日本社会党   公明党   民社党   日本共産党   無所属 
| 1位-10位  | 鹿島守之助 | 春日正一 | 玉置和郎 | 田中寿美子 | 須藤五郎   | 楠正俊   | 柏原ヤス   | 岡本悟     | 野上元     | 内藤誉三郎 |
| 11位-20位 | 山崎昇     | 小林章   | 多田省吾 | 木村美智男 | 山田徹一   | 山内一郎 | 西村尚治   | 山本伊三郎 | 瓜生清     | 大倉精一   |
| 21位-30位 | 小平芳平   | 矢追秀彦 | 青木一男 | 平泉渉     | 岡村文四郎 | 重政庸徳 | 松本治一郎 | 山本茂一郎 | 久保等     | 鹿島俊雄   |
| 31位-40位 | 鶴園哲夫   | 鈴木力   | 片山武夫 | 宮崎正義   | 徳永正利   | 原田立   | 大谷贇雄   | 永岡光治   | 山本杉     | 黒柳明     |
| 41位-50位 | 千葉千代世 | 横山フク | 北畠教真 | 八田一朗   | 中尾辰義   | 内田芳郎 | 黒木利克   | 金丸冨夫   | 山高しげり | 梶原茂嘉   |

- 補欠当選（任期3年）- 第6回で選出された小西英雄、手島栄の欠員による。

| 51位・52位 | 米田正文 | 石本茂 |

### 補欠当選
- 秋田選挙区 松野孝一（1967.7.29死去）→沢田政治（1967.9.15補欠当選）
- 千葉選挙区 小沢久太郎（1967.9.18死去）→菅野儀作（1967.11.5補欠当選）
- 新潟選挙区 佐藤芳男（1967.8.29死去）→佐藤隆（1967.11.5補欠当選）
- 岩手選挙区 谷村貞治（1968.4.20死去）→岩動道行（1968.6.9補欠当選）
- 石川選挙区 任田新治（1970.12.16死去）→嶋崎均（1971.2.7補欠当選）

### この選挙で初当選
計53名
- 衆議院議員経験者には「※」の表示。

自由民主党
26名
- 伊藤五郎※
- 内田芳郎
- 大森久司
- 岡本悟
- 奥村悦造

- 楠正俊
- 黒木利克
- 小林章
- 近藤英一郎
- 田浦直蔵

- 高橋雄之助
- 玉置和郎
- 田村賢作
- 津島文治※
- 土屋義彦

- 内藤誉三郎
- 中村喜四郎
- 西村尚治
- 八田一朗
- 平泉渉

- 藤田正明
- 船田譲
- 宮崎正雄
- 柳田桃太郎
- 山内一郎

- 山本茂一郎

日本社会党
14名
- 大橋和孝
- 小野明
- 川村清一
- 木村美智男
- 鈴木力

- 竹田現照
- 田中寿美子
- 戸田菊雄
- 中村英男※
- 中村波男

- 前川旦
- 村田秀三
- 森勝治
- 山崎昇

公明党
8名
- 黒柳明
- 田代富士男
- 多田省吾
- 原田立
- 北条浩

- 宮崎正義
- 矢追秀彦
- 山田徹一

民主社会党
3名
- 瓜生清
- 片山武夫
- 中沢伊登子

日本共産党
1名
- 春日正一※

無所属
1名
- 石本茂（任期3年）

### この選挙で返り咲き
計4名
自由民主党
1名
- 広瀬久忠

日本社会党
3名
- 近藤信一
- 松永忠二
- 森中守義

### この選挙で引退･不出馬
計40名
自由民主党
28名
宮沢は衆院議員への鞍替え準備のため不出馬。第31回衆議院議員総選挙に出馬し初当選。
- 石谷憲男
- 井上清一
- 植垣弥一郎
- 太田正孝
- 岡崎真一

- 加賀山之雄
- 上林忠次
- 木村篤太郎
- 黒川武雄
- 鈴木恭一

- 田中清一
- 田中啓一
- 津島寿一
- 坪山徳弥
- 鳥畠徳次郎

- 野上進
- 野田俊作
- 野本品吉
- 藤野繁雄
- 堀末治

- 前田久吉
- 宮沢喜一
- 村山道雄

日本社会党
4名
- 千葉信
- 中田吉雄
- 山口重彦
- 米田勲

公明党
1名
- 石田次男

民主社会党
3名
- 赤松常子
- 田上松衛
- 田畑金光

緑風会
3名
- 奥むめお
- 佐藤尚武
- 村上義一

二院クラブ
1名
- 高瀬荘太郎

### この選挙で落選
計17名
自由民主党
9名
- 天埜良吉
- 石谷憲男
- 川上為治
- 小林英三
- 佐野広

- 下村定
- 鈴木一司
- 高野一夫
- 最上英子

日本社会党
5名
- 阿具根登
- 小宮市太郎
- 戸叶武
- 豊瀬禎一
- 安田敏雄

民主社会党
2名
- 村尾重雄
- 基政七

無所属
1名
- 村松久義

## 選挙違反
1965年8月4日時点で警察庁が取りまとめた選挙違反の数は、全国区の検挙数6757件、検挙者数1323人。地方区の検挙数1233件、検挙者数360人であった。内訳は買収が約2700人と最多。検挙者数は前回の第6回参議院議員通常選挙と比べて27%の減少。